# 金毛裸蕨
金毛裸蕨（学名：Gymnopteris vestita）为裸子蕨科金毛裸蕨属下的一个种。

## 扩展阅读
- 維基物種上的相關：金毛裸蕨